# Coalhouse Fort

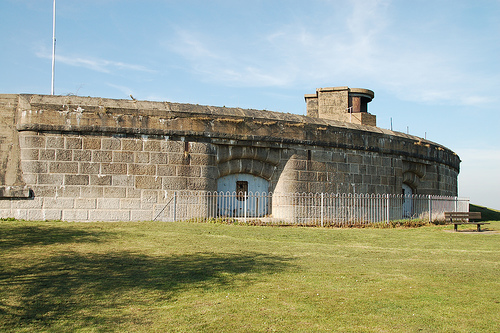
Coalhouse Fort

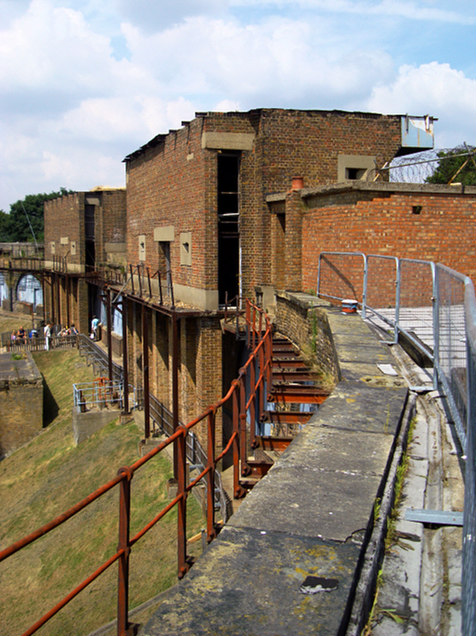
Coalhouse Fort med murgången

Coalhouse Fort är en befästning med kasematter i East Tilbury, nära staden Tilbury i distriktet Thurrock i Essex i Storbritannien, 3,7 kilometer nedströms Tilbury Fort. 
Coalhouse Point var i äldre tid placering för ett artilleribatteri. Det byggdes om på 1860-talet som en kustbefästning och färdigställdes 1874. Det ligger på lågt belägen mark vid en kurva av floden Themsen vid East Tilbury och hade placerats där för att vara en del av en "triangel av eld" från Coalhouse Fort på Essex-sidan av floden och Cliffe Fort och Shornmead Fort på Kent-sidan. Det användes som ett försvar för London under de två världskrigen och inköptes 1962 av distriktet Thurrock Council efter det att det hade avvecklats.
Coalhouse Fort, som är byggd på träskmark, är delvis omgivet av ett vallgravsliknande dike och ett torrt dike som en del av försvarsarrangemangen från 1800-talet. Fästningen har inga anläggningar under mark, förutom vattenkällor, en vattencistern och tunnlar utmed den yttre väggen.
År 1949 uthyrdes fortet till skotillverkaren Bata för att användas som lagerlokal och 1962 köptes det av distriktet Thurrock. På marken runt befästningen iordningställdes en park för allmänheten, men fortet behölls stängt. Som en del av Tilbury Riverside-projektet har det gjorts en fem kilometer lång promenadstig längs stranden mellan Tilbury Fort och Coalhouse Fort och förbi Tilburys kraftverk, benämnd Two Forts Way.
År 1983 hyrdes befästningen till den ideella gruppen Coalhouse Fort Project, vars syfte är att bevara anläggningen och om möjligt restaurera den till ursprungligt utseende. Fortet är öppet för besökande efter överenskommelse och vissa dagar under året.